# Bror Eric Dahlgren
Bror Eric Dahlgren ( 1877 - 1961 ) fue un botánico estadounidense, de origen sueco; habiendo realizado estudios de la flora tropical de América, especialmente de Brasil y de Cuba.

## Algunas publicaciones
- 1933.  The cannon-ball tree, the monkey pots. Field Museum of Natural History. Botany leaflet. 8 pp.
- 1933.  A forest of the coal age. Field museum of natural history. Geology leaflet 14. 1 pp.

### Libros
- 2009. Wheat. Ed. BibliBazaar. 16 pp. ISBN
- 2009. The Coco Palm . Ed. BiblioLife. 20 pp. ISBN 1-113-14547-1
- 2009.  Figs . Ed. BiblioLife. 16 pp. ISBN 1-110-94123-4
- 1959.  Index of American palms (Botanical series). Ed. Field Museum of Natural History. 412 pp.
- 1944.  Edible and poisonous plants of the Caribbean region. Ed. Supt. of Docs., U.S. G.P.O. 102 pp.
- 1944.  A fossil flower. Field museum of natural history. Botany leaflet 5. 16 pp.

- La abreviatura «Dahlgren» se emplea para indicar a Bror Eric Dahlgren como autoridad en la descripción y clasificación científica de los vegetales.[2]